# Stratford (Dél-Dakota)
Stratford város az Amerikai Egyesült Államok Dél-Dakota államában, Brown megyében. Lakosainak száma 57 fő (2020. április 1.).

## Népesség
A település népességének változása:
| Lakosok száma | 72   | 73   | 57   |
|               | 2010 | 2013 | 2020 |